# Апрелєв Василь Петрович
Апрелєв Василь Петрович — (1805—1855) — ротмістр кавалергвардського полку.
Тарас Шевченко познайомився з ним 1841. Намалював його портрет, за який він так і не заплатив. Шевченко згадував Апрелєва 2 липня 1857 в «Щоденнику».